# The Hardy Boyz
The Hardys es un equipo de lucha libre profesional quien trabajan actualmente en Total Nonstop Action Wrestling bajo los nombres de The Hardys. Trabajó en la WWE y All Elite Wrestling bajo los nombres de The Hardy Boyz y The Broken Hardys. El grupo está formado por los hermanos Jeff Hardy y Matt Hardy.
Dentro de sus logros, son 13 veces campeones mundiales en parejas entre WWE, TNA, ROH y Wrestling Superstar: habiendo ganado 6 veces el Campeonato Mundial por Parejas de la WWF, una vez el Campeonato en Pareja de Raw, una vez el Campeonato Mundial por Parejas de la WCW, dos veces el Campeonato Mundial por Parejas de TNA, una vez los campeonatos en pareja de Ring of Honor, una vez Wrestling Superstar World Tag Team Championship y una vez Campeones en Parejas de SmackDown. 
Los hermanos empezaron a formar equipo en 1993 en promociones independentes en Carolina del Norte, ganando el NWA 2000 Tag Team Championship en NWA 2000, y fundaron la Organization of Modern Extreme Grappling Arts. Debutaron en la WWE en 1998, y pusieron a Michael Hayes como mánager. Después de quitar a Michael Hayes como mánager, pusieron a Gangrel, Terri y finalmente a Lita.
Con la incorporación de Lita el equipo se empezó a llamar Team Xtreme. El equipo se disolvió en 2002 pero volvieron a formar equipo durante el 2006 y el 2007. Durante su estancia en TNA, se integró Rebecca Hardy, la esposa de Matt, al stable.

## Historia

### Circuito Independiente (1993-1998)
Matt y su hermano Jeff formaron un equipo en 1993 después de que Jeff debutara en Trampoline Wrestling Federation (TWF). La promoción cambio varias veces de nombre y en 1997 fue llamada Organization of Modern Extreme Grappling Arts (OMEGA). El equipo trabajó en circuitos independientes de Carolina del Norte ganando el Campeonato en Parejas de OMEGA y el NWA 2000 Tag Team Championship.

### World Wrestling Federation / Entertainment (1998-2003, 2006-2009)

#### Ascenso de popularidad
Originalmente los hermanos compitieron mientras eran adolescentes en la World Wrestling Federation (WWF) como jobbers. Después de firmar un contrato en 1998, The Hardys fueron entrenados por Dory Funk, Jr. en su dojo.
El 27 de septiembre en Heat, The Hardys empezaron a ganar popularidad después de derrotar a Kaientai (Men's Teioh y Shoichi Funaki). Cuando Edge y Christian crearon el grupo The Brood en 1998, The Hardys comenzaron a ser acompañados al ring por Michael Hayes, quien más tarde se estableció como su mánager. El 29 de junio de 1999, ganaron su primer Campeonato en Parejas de la WWF venciendo a The Acolytes, perdiéndolo un mes más tarde en el evento Fully Loaded ante los mismos.
Después de la disolución de The Brood, The Hardys crearon junto con el exmiembro de dicho equipo, Gangrel, un nuevo grupo llamado The New Brood, comenzando un feudo con Edge & Christian, a quienes derrotaron en No Mercy, ganando los servicios de Terri Runnels como mánager. Esto provocó un feudo entre Edge y Christian, el cual duro durante dos años. Durante este tiempo, The Hardys consiguieron notoriedad como equipo con la entrada Lita al grupo.

#### Team Xtreme
Con la entrada de Lita al grupo, la cual fue después que Lita ganara el título femenino en una pelea contra Stephanie McMahon siendo The Rock el arbrito, Matt y Jeff formaron el grupo Team Xtreme, cuyo nombre hacia referencia a la extremidad de sus movimientos. Durante el primer trimestre del año protagonizaron varios combates frente a otros equipos tales como The Dudley Boys y Edge & Christian, siendo este último feudo el motivo de una pequeña alianza entre la The Rock y los Hardy los cuales se enfrentaron a Kurt Angle y Edge & Christian perdiendo el combate por ayuda de Stephanie, luego en sus feudos contra The Dudley Boys y Edge & Christian, enfrentándose a los primeros en el Royal Rumble en un Tag Team Table Match; a los segundos en No Way Out; y a ambos en WrestleMania 2000, con una victoria y dos derrotas respectivamente. El combate de WrestleMania, fue elegido por la revista Pro Wrestling Illustrated como la Lucha del año 2000.
Después de WrestleMania lucharon ocasionalmente en RAW y SmackDown! contra parejas como los Dudley Boyz, Edge & Christian, Test & Albert y Too Cool. En SummerSlam, fueron derrotados por los Dudleys en un combate TLC en el que además participaron Edge & Christian. En Unforgiven obtuvieron el Campeonato en Parejas de la WWF tras derrotar a Edge & Christian en un Steel Cage Match, pero lo perdieron frente a los mismos en No Mercy. Sin embargo, un día después, recuperaron los campeonatos tras derrotar nuevamente a Edge & Christian, perdiéndolos el 6 de noviembre frente a Right to Censor.

#### 2001-2003
Participaron en Royal Rumble donde consiguieron eliminar a Farooq. Participaron en WrestleMania X-Seven en un TLC Match pero perdieron después de que Edge y Christian descolgaran los cinturones. En Insurrextion participaron en un Four Way Elimination Match pero no consiguieron ganar. En WWE Judgment Day participaron en un combate para determinar a los retadores del título por parejas pero no consiguieron ganar. En Unforgiven participaron en un Four Way Elimination Match pero perdieron. El 8 de octubre en la edición de Raw vencieron a Booker T y Test ganando el campeonato mundial por parejas de la WCW. En No Mercy vencieron a Lance Storm y The Hurricane reteniendo el campeonato mundial por parejas de la WCW pero el 23 de octubre lo perdieron frente a los Dudley Boyz (Bubba Ray) & D-Von en Raw. El 12 de noviembre consiguieron el campeonato mundial por parejas de la WWE en Raw después de vencer a Booker y a Test pero lo perdieron en Survivor Series frente a los Dudley Boyz en un combate de unificación de los campeonatos campeonato mundial por parejas de la WCW y campeonato mundial por parejas de la WWE. Después de perder los títulos Jeff tuvo una rivalidad con su hermano Matt lo que les llevó a un combate en Vengeance donde Jeff ganó. Participaron también en No Way Out en un Tag Team Turmoil match pero no consiguieron ganar. Participaron en WrestleMania X8 pero no consiguieron ganar el campeonato mundial por parejas de la WWF debido a que Billy golpeó a Jeff con el cinturón. The Hardys se separaron cuando Matt pasó a Smackdown y Jeff fue despedido.

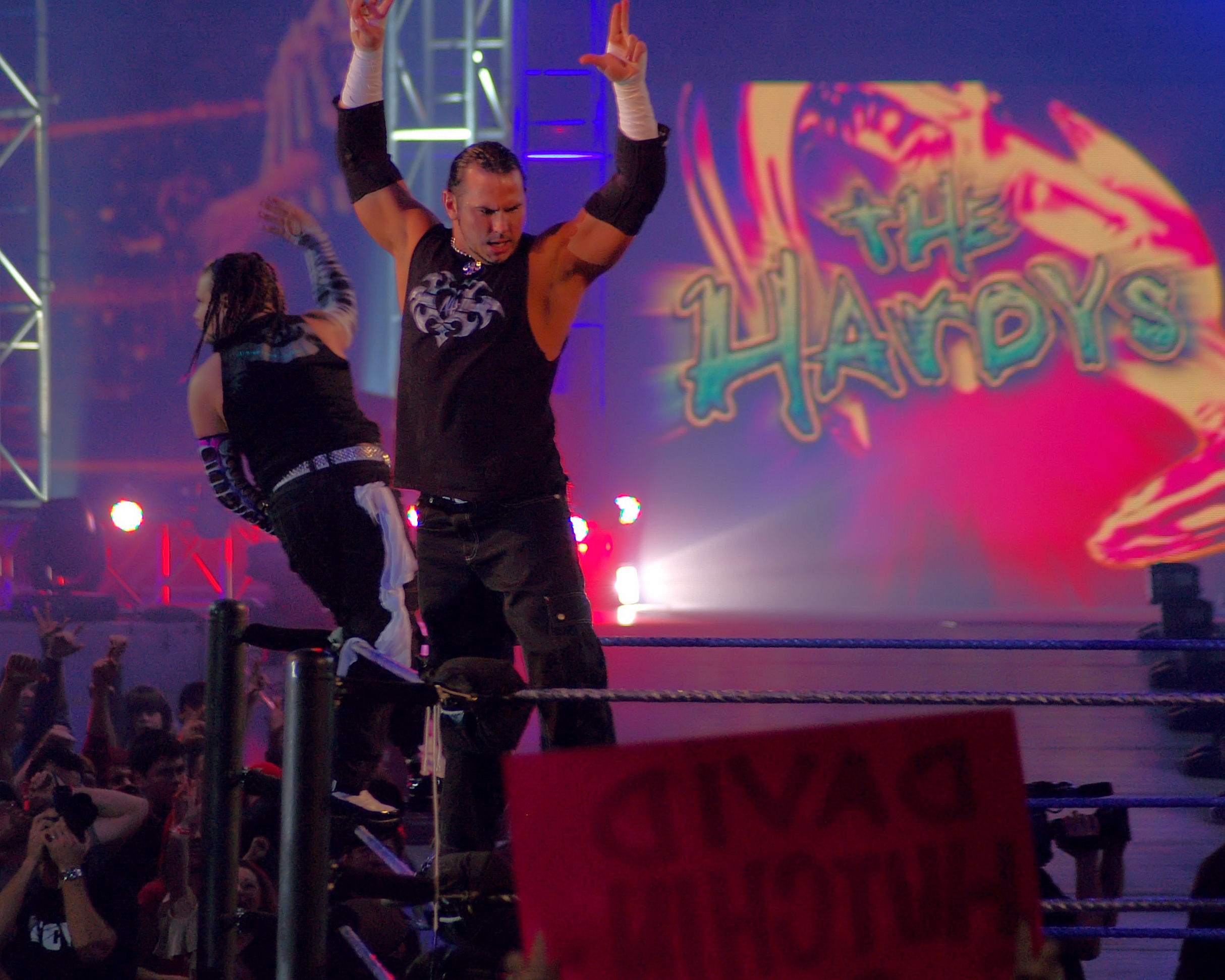
Los Hardys en December to Dismember.

#### 2006
El 4 de agosto de 2006 Jeff Hardy fue nuevamente contratado por la WWE. En el backstage de Unforgiven 2006 Lita, Jeff Hardy y Matt Hardy se volvieron a ver después de 4 años. Los Hardy Boyz volvieron a luchar en Survivor Series 2006 formando equipo con D-Generation X y CM Punk para enfrentarse a Edge, Randy Orton, Gregory Helms, Johnny Nitro y Mike Knox. 5 días antes del evento, los Hardys ganaron una lucha contra FBI (Little Guido y Tony Mamaluke). En Survivor Series el equipo DX ganó cómodamente eliminando a todos los integrantes del equipo Rated RKO. El 27 de noviembre en RAW los Hardys tuvieron la oportunidad de ganar el Campeonato Mundial por parejas ante los campeones Rated RKO. En el combate Edge golpeo a Jeff con el cinturón cuando iban a ganar, así Rated RKO retuvieron los títulos por descalificación. El siguiente día en la ECW, los Hardys derrotaron al equipo de Sylvester Terkay y Elijah Burke, siendo atacados después por MNM. Los Hardys Boyz lucharon contra MNM en December to Dismember donde ganaron después de que Jeff les aplicara un doble Swanton Bomb a Mercury y a Nitro.

#### 2007-2009
El 2007 en No Way Out, hicieron equipo con Chris Benoit derrotando a MVP y MNM. El 2 de abril en RAW, participaron en un Tag Team Battle Royal ganado su sexto Campeonato Mundial por parejas. The Hardys retuvieron el Campeonato Mundial por parejas en Backlash y en Judgment Day frente a Lance Cade y Trevor Murdoch. En One Night Stand The Hardys retuvieron los títulos frente a The World's Greatest Tag Team (Haas y Benjamin) en un combate ladder pero al día siguiente en Raw perdieron el Campeonato Mundial por parejas después de que Lance Cade cubriera a Jeff después de un fallido Swantom Bomb.
El 23 de junio de 2008 Jeff fue transferido a Smackdown en el Draft. Esa misma noche tuvieron un combate contra los campeones por parejas John Morrison y The Miz pero perdieron, y Matt fue transferido a ECW. En 16 de junio, en ECW tuvieron otro combate contra Morrison y The Miz, en el cual salieron victoriosos. El 21 de agosto de 2009, en la edición de SmackDown derrotaron junto a John Morrison a CM Punk y The Hart Dynasty (David Hart Smith & Tyson Kidd).

### Total Nonstop Action Wrestling (2011, 2015-2017)
The Hardys hicieron su regreso como heels en la TNA el 10 de enero (emitido el 20 de enero) en Impact!, derrotando a Rob Van Dam & Mr. Anderson, uniéndose a The Immortals. Luego de estar tiempo sin unirse, el equipo se separó debido al despido de Matt de la TNA.
Debido a la lesión de Eddie Edwards, los Campeonatos en Pareja de TNA quedaron vacantes. El 16 de marzo en Impact Wrestling (emitido el 17 de abril), The Hardys se juntaron nuevamente y derrotaron a BDC (Low Ki & Kenny King), Ethan Carter III & Bram y Bobby Roode & Austin Aries, ganando los campeonatos. Poco después, tuvieron que dejar los títulos vacantes debido a la lesión de tibia de Jeff. El 19 de enero en Impact Wrestling, Matt Hardy derrotó a Ethan Carter III y ganó el Campeonato Mundial Peso Pesado de TNA con ayuda de Tyrus, cambiando a heel. Tras esto, el 26 de enero en Impact Wrestling, Jeff encaró a Matt por sus acciones pero al final, fue atacado por Eric Young, Bram y el mismo Matt, disolviendo nuevamente al equipo.
Tras la dura rivalidad entre Jeff y Matt, el 5 de julio en Impact Wrestling, Matt derrotó a Jeff en un Final Deletion Match por lo que Jeff tendría que acompañar a su hermano en todo y tendría que dejar de llamarse Jeff Hardy sino Brother Nero. A esto, el 11 de agosto en Impact Wrestling, Jeff y Matt se aliaron para vencer a The Tribunal. Tras esto, Jeff se subió a la esquina e hizo un Swanton Bomb sobre una mesa vacía, afirmando que nuevamente forma un equipo con Matt, cambiando al mismo gimmick de Matt, a Face . Tras esto, el 17 de agosto en Impact Wrestling, se junta con su hermano Matt y reforman a The Hardys bajo el nombre de The Broken Hardys. Esa noche, ganaron un contrato por los Campeonatos en Pareja de TNA. En Bound for Glory, derrotaron Abyss y a Crazzy Steve en un Great War Match, ganando el Campeonato Mundial en Parejas de TNA.
A fines de 2016, los Broken Hardys iniciaron una nueva línea argumental, llamada "The Expedition of Gold", que consiste en demostrar que son el mejor equipo de la historia de la lucha libre profesional, retando a otros equipos de diferentes promociones, incluyendo a los Campeones de Parejas de Ring of Honor, The Young Bucks y a los Campeones en Parejas de Raw The New Day. A fines de febrero de 2017, Matt Hardy anunció por medio de su Twitter que el contrato del equipo con TNA no había sido renovado.

### Circuito Independiente (2016-2017)
The Broken Hardys, como parte de su "Expedition of Gold" han ganado los campeonatos de parejas de Wrestling Superstar, The Crash Wrestling y Maryland Championship Wrestling. En marzo de 2017 firmaron un acuerdo con Ring of Honor donde ganaron el Campeonato Mundial en Parejas de ROH frente a The Young Bucks. Debido a ello comenzaron a tener problemas con su antigua empresa Impact Wrestling debido al uso de sus personajes "BROKEN" los cuales y según la empresa eran creación de esta, cuando en realidad estos fueron creados por ambos hermanos lo que los llevó a limitar el uso de ellos. El 1 de abril de 2017 perdieron el Campeonato Mundial en Parejas de ROH frente a The Young Bucks en una lucha de escaleras en Supercard of Honor XI.
Una semana antes de su regreso a WWE en Wrestlemania 33, The Broken Hardys estuvieron presentes en el mayor especutáculo de lucha libre en Sudamérica, IMPERIO Lucha Libre, en donde se enfrentaron a los Lucha Brothers, Penta el Zero M y Rey Fénix, además de la Nueva Orden Hispana (NOH), conformada por el luchador peruano Axl y el luchador chileno Al-Cold, a quienes vencieron por cuenta de 3. Esta sería su última presentación en el circuito independiente de Sudamérica.

### WWE (2017-2020)

#### Raw 2017-2018
En WrestleMania 33, Matt y Jeff hicieron su regreso a WWE después de 8 años, entrando como participantes sorpresa en el Fatal 4-Way Match que incluían a Cesaro & Sheamus, Enzo & Cass y Gallows & Anderson. Esa misma noche, derrotaron a sus oponentes donde ganaron los Campeonatos en Parejas de Raw.
El 3 de abril en Raw, derrotaron a Gallows & Anderson reteniendo los títulos. El 10 de abril en Raw, derrotaron junto a Cesaro & Sheamus a Gallows & Anderson y The Shining Stars. Tras esto, durante las siguientes semanas, Matt y Jeff derrotaron de manera individual a Cesaro y Sheamus. En Payback, vencieron a Cesaro & Sheamus. Tras la lucha, fueron atacados por estos.
El 22 de mayo en Raw, Matt derrotó a Sheamus, en un combate en el cual quien fuese ganador elegiría la estipulación del combate en Extreme Rules. Como Hardy ganó, determinó un Steel Cage Match. En Extreme Rules, fueron vencidos por Cesaro & Sheamus en un Steel Cage Match, perdiendo los campeonatos. En busca de una revancha titular, en Great Balls of Fire, fueron derrotados por Cesaro & Sheamus en un 30-Minute Iron Man Match, finalizando su rivalidad. El 10 de julio en Raw, fueron atacados por The Revival (Dash Wilder y Scott Dawson). Debido a la lesión de Dawson, la rivalidad fue descontinuada por lo que Matt y Jeff pasaron a luchas no televisadas. En septiembre, Jeff se había lesionado por lo que el equipo permaneció inactivo.
El 9 de abril, Jeff hizo su regreso ayudando a Seth Rollins y Finn Bálor del careo contra The Miz, Bo Dallas y Curtis Axel. Tras bastidores, se reencontró con Matt quien estaba acompañado de Bray Wyatt. Con Matt compitiendo en parejas con Wyatt, y Jeff en búsqueda de títulos, es por eso que el equipo se había disuelto.

#### SmackDown Live 2019-2020
Así dividiendo el equipo. Sin embargo, en el episodio del 26 de febrero de SmackDown Live, The Hardy Boyz se reunieron, derrotando a The Bar. En WrestleMania 35 participaron de la André the Giant Memorial Battle Royal, en la cual fueron eliminados por Colin Jost y Michael Che, siendo Braun Strowman el ganador al eliminar a estos dos últimos. En el SmackDown posterior al evento, los Hardys retaron a los Campeones en parejas de la marca, The Usos, a quienes derrotaron para ganar los únicos campeonatos en parejas que les faltaban en su colección.

### All Elite Wrestling (2022-2024)
Jeff debutó para AEW en el episodio del 9 de marzo de 2022 de AEW Dynamite, reuniendo a los Hardy Boyz por primera vez en más de 2 años.
El 8 de abril de 2024, se informó que el contrato de Matt había expirado y se decidió. no renovar, disolviendo efectivamente el equipo.

### Regreso a TNA (2024-presente)
Matt hizo su regreso sorpresa a TNA el 20 de abril de 2024 en Rebellion, volviendo a su truco "Broken" y atacando al Campeón Mundial de TNA Moose. El 14 de junio en Against All Odds, Matt desafió sin éxito a Moose por el campeonato. Después del combate, Jeff hizo su regreso sorpresa a TNA para ayudar a Matt en un ataque posterior al combate de Moose.

## En lucha
- Movimientos finales

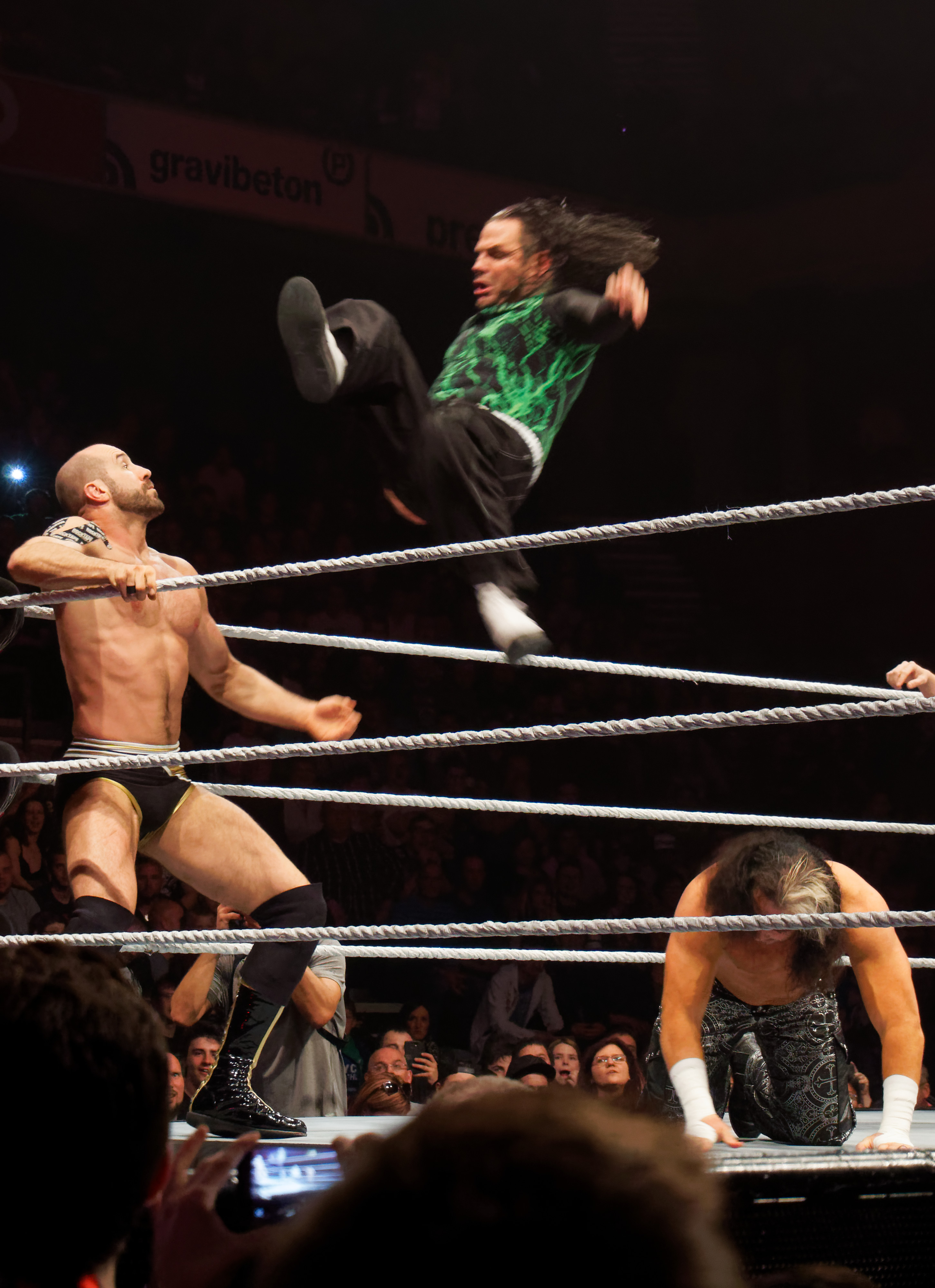
Jeff Hardy aplicando el Poetry in Motion en Cesaro.

  - Event Omega / Falling Fate[2] (Combinación de diving leg drop de Matt y diving splash de Jeff, a veces desde lo alto de escaleras)[2]
  - Extreme Combination(Twist of Fate (Front facelock cutter) de Matt seguido de Swanton Bomb (High-angle senton bomb) de Jeff)[2]

- Movimientos de firma
  - Rapture[27] (Combinación de superbomb de Jeff y neckbreaker slam de Matt)
  - The Pilot Twist
  - Combinación de fist drop de Matt y standing somersault senton de Jeff
  - Combinación de bearhug de Matt y running clothesline de Jeff[28]
  - Combinación de diving leg drop de Matt low blow double leg drop de Jeff
  - Double electric chair drop a un oponente boca arriba[28]
  - Aided over the top rope suicide somersault senton[29]
  - Simultáneos monkey flips lanzando a un oponente contra el otro[29]
  - Double 180° flipping belly to back suplex
  - Double back elbow a un oponente cargando
  - Double Russian legsweep[2]
  - Poetry in motion[2][28] - Innovado

- Mánagers
  - Lita
  - Reby Sky/Rebecca Hardy

## Campeonatos y logros
- International Wrestling Cartel
  - ICW Tag Team Champion (1 vez)-(Actual)

- Maryland Championship Wrestling
  - Tag Team Championship (1 vez)

- NWA 2000
  - NWA 2000 Tag Team Championship (1 vez)

- Organization of Modern Extreme Grappling Arts
  - OMEGA Tag Team Championship (1 vez)

- The Crash
  - The Crash Tag Team Championship (1 vez)[30][31]

- House of Glory
  - HOG Tag Team Championship (1 vez)[cita requerida]

- Maryland Championship Wrestling
  - MCW Tag Team Championship (1 vez)[32]

- New Dimension Wrestling
  - NDW Tag Team Championship (1 vez)[33]

- Total Nonstop Action Wrestling
  - TNA World Heavyweight Championship Jeff Hardy (3 veces) Matt Hardy (2 veces)
  - TNA World Tag Team Championship (4 veces, actual)

- Ring of Honor
  - ROH World Tag Team Championship (1 vez)

- World Wrestling Federation/Entertainment/WWE
  - WWE Championship - Jeff Hardy (1 vez)
  - World Heavyweight Championship - Jeff Hardy (2 veces)
  - ECW Championship - Matt Hardy (1 vez)
  - WWF/E Intercontinental Championship - Jeff Hardy (5 veces)[34]
  - WWE United States Championship - (2 veces) Jeff Hardy (1 vez), Matt Hardy (1 vez)
  - WWF Light Heavyweight Championship - Jeff Hardy (1 vez)[35]
  - WWE Cruiserweight Championship - Matt Hardy (1 vez)
  - WWE Hardcore Championship - (4 veces) Jeff Hardy (3 veces), Matt Hardy (1 vez)[36]
  - WWE European Championship - (2 veces) Jeff Hardy (1 vez), Matt Hardy (1 vez)[37]
  - Raw Tag Team Championship (1 vez)
  - SmackDown Tag Team Championship (1 vez)
  - World Tag Team Championship (6 veces)
  - WCW World Tag Team Championship (1 vez)
  - WWF Women's Championship - Lita (1 vez)[38]

- Wrestling Superstar
  - Wrestling Superstar World Tag Team Championship (1 vez)[39]

- Pro Wrestling Illustrated
  - Equipo del año (2000)[40]
  - Lucha del año (2000) vs. The Dudley Boyz vs. Edge & Christian (WrestleMania 2000, 2 de abril)
  - Lucha del año (2001) vs. The Dudley Boyz vs. Edge & Christian (WrestleMania X-Seven, 1 de abril)
  - Retorno del año (2017)

- Wrestling Observer Newsletter
  - Situado en el Nº6 del WON Mejor pareja de la década (2000–2009)[41]